# Hannah Cockroft
Hannah Cockroft (Halifax, 30 luglio 1992) è un'atleta paralimpica britannica.

## Biografia
È detentrice del titolo paralimpico e mondiale nei 100 metri piani e negli 800 metri piani  e detentrice del record mondiale e del record paralimpico dei 100 metri, rispettivamente con 17,60 secondi e con 18,05 secondi e del record mondiale e del record paralimpico dei 200 metri in 31,90 secondi.
Detiene inoltre un singolare primato: quello di aver battuto per sette volte il record mondiale nell'arco di otto giorni nel 2010. È stata allenata da Peter Eriksson fino al 2013 per poi passare sotto la guida tecnica dell'australiana Jenni Banks.

## Palmarès

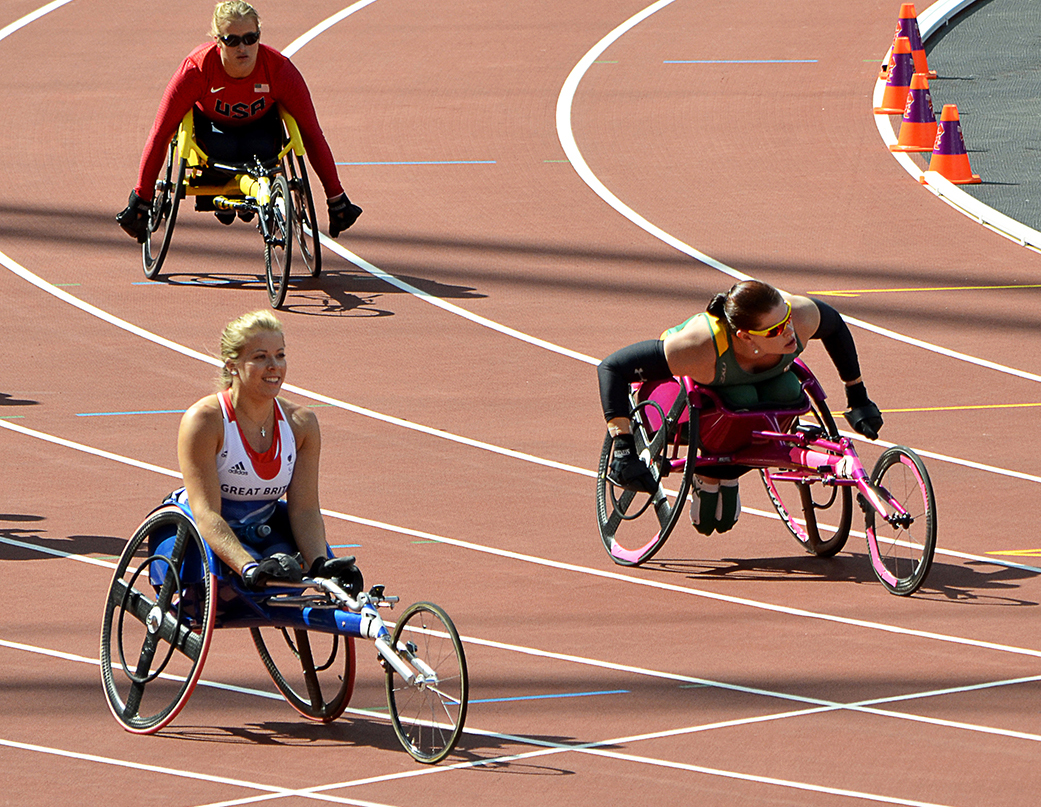
Hannah Cockroft dopo il vittorioso arrivo nella gara dei 100 metri piani T34 ai Giochi paralimpici del 2012

| Anno | Manifestazione       | Sede           | Evento             | Risultato |
| ---- | -------------------- | -------------- | ------------------ | --------- |
| 2011 | Mondiali paralimpici | Christchurch   | 100 m T34          | Oro       |
| 2011 | Mondiali paralimpici | Christchurch   | 200 m T34          | Oro       |
| 2012 | Giochi paralimpici   | Londra         | 100 m T34          | Oro       |
| 2012 | Giochi paralimpici   | Londra         | 200 m T34          | Oro       |
| 2013 | Mondiali paralimpici | Lione          | 100 m T34          | Oro       |
| 2013 | Mondiali paralimpici | Lione          | 200 m T34          | Oro       |
| 2014 | Europei paralimpici  | Swansea        | 100 m T34          | Oro       |
| 2014 | Europei paralimpici  | Swansea        | 800 m T34          | Oro       |
| 2015 | Mondiali paralimpici | Doha           | 100 m T34          | Oro       |
| 2015 | Mondiali paralimpici | Doha           | 400 m T34          | Oro       |
| 2015 | Mondiali paralimpici | Doha           | 800 m T34          | Oro       |
| 2016 | Giochi paralimpici   | Rio de Janeiro | 100 m T34          | Oro       |
| 2016 | Giochi paralimpici   | Rio de Janeiro | 400 m T34          | Oro       |
| 2016 | Giochi paralimpici   | Rio de Janeiro | 800 m T34          | Oro       |
| 2017 | Mondiali paralimpici | Londra         | 100 m T34          | Oro       |
| 2017 | Mondiali paralimpici | Londra         | 400 m T34          | Oro       |
| 2017 | Mondiali paralimpici | Londra         | 800 m T34          | Oro       |
| 2018 | Europei paralimpici  | Berlino        | 100 m T34          | Argento   |
| 2018 | Europei paralimpici  | Berlino        | 800 m T34          | Oro       |
| 2019 | Mondiali paralimpici | Dubai          | 100 m T34          | Oro       |
| 2019 | Mondiali paralimpici | Dubai          | 800 m T34          | Oro       |
| 2021 | Giochi paralimpici   | Tokyo          | 100 m T34          | Oro       |
| 2021 | Giochi paralimpici   | Tokyo          | 800 m T34          | Oro       |
| 2023 | Mondiali paralimpici | Parigi         | 100 m T34          | Oro       |
| 2023 | Mondiali paralimpici | Parigi         | 800 m T34          | Oro       |
| 2023 | Mondiali paralimpici | Parigi         | 4x100 m universale | Argento   |
| 2024 | Mondiali paralimpici | Kōbe           | 100 m T34          | Oro       |
| 2024 | Mondiali paralimpici | Kōbe           | 800 m T34          | Oro       |
| 2024 | Mondiali paralimpici | Kōbe           | 4x100 m universale | Argento   |
| 2024 | Giochi paralimpici   | Parigi         | 100 m T34          | Oro       |
| 2024 | Giochi paralimpici   | Parigi         | 800 m T34          | Oro       |